# 梁成军
梁成军（1963年2月—），黑龙江富裕人，中华人民共和国政治人物。

## 生平
毕业于哈尔滨工程大学经济法学专业。1985年11月加入中国共产党，1996年，担任甘南县副县长。2000年8月，担任黑龙江省粮食局副局长。2006年，担任中共鹤岗市委常委、市纪委书记。2009年1月，担任中共鹤岗市委副书记、市纪委书记，黑龙江省纪委委员。2013年6月，担任中共鹤岗市委副书记、市长。2016年10月，担任黑龙江省人民政府副秘书长。2017年5月，因涉嫌严重违纪，接受组织审查。同年11月21日，黑龙江省纪委进行了立案审查。